# القرن 6 ق م

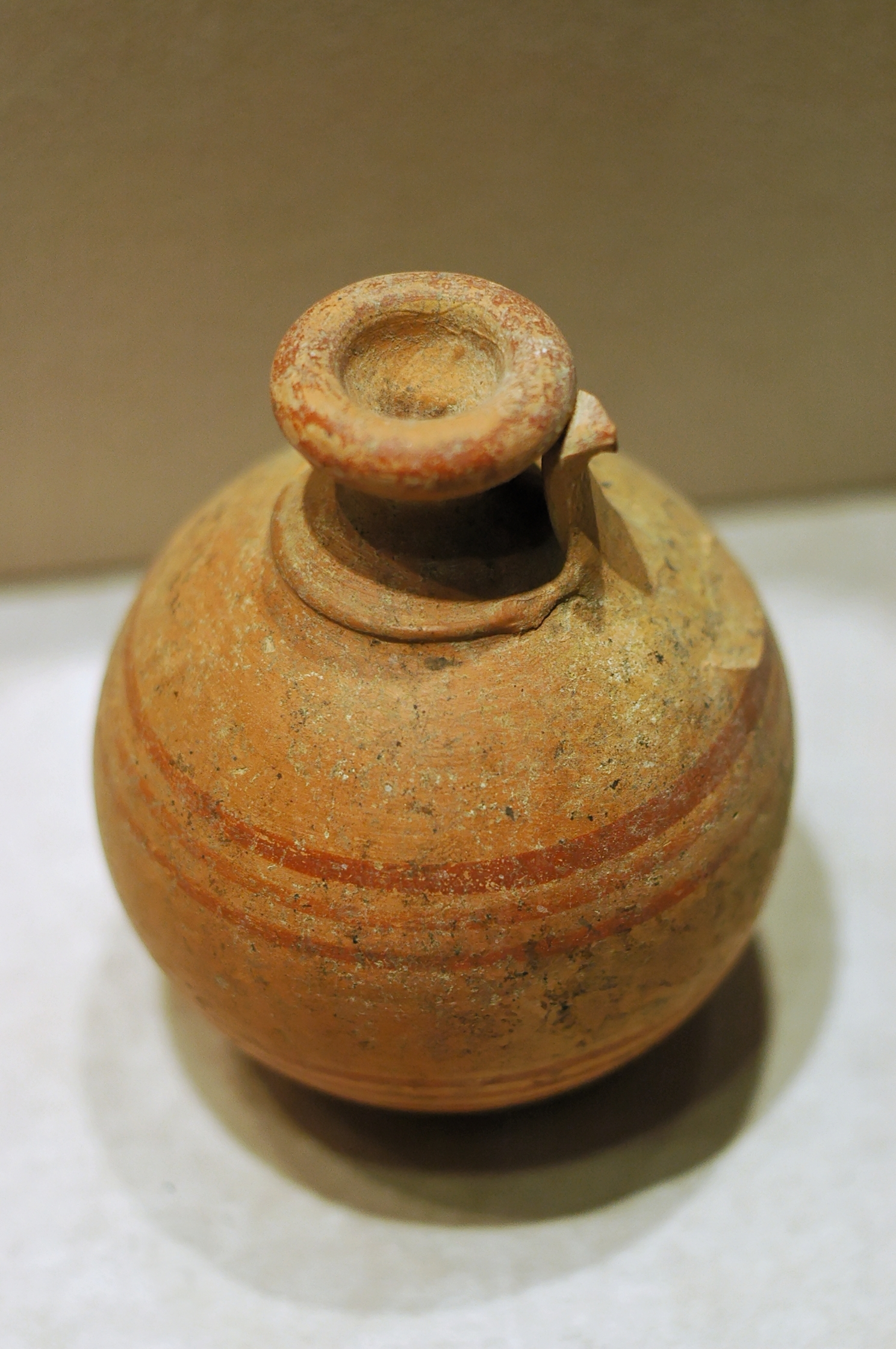
كوب من القرن 6

بدأ القرن السادس قبل الميلاد في اليوم الأول من سنة 600 ق.م إلى اليوم الأخير من سنة 501 ق.م.
في النصف الأول من ذلك القرن هيّمنت الإمبراطورية البابلية الحديثة أو الإمبراطورية الكلدانية على الشرق الأدنى بعد أن صعدت إلى السلطة في آواخر القرن السابق بعد تمرد ناجح ضد الحكم الآشوري. زالت مملكة يهوذا من الوجود على يد البابليين في 586 ق م تحت قيادة نبوخذ نصر الثاني بعد أن قام بالاستيلاء على القدس و إجلاء معظم شعبها إلى الأراضي البابلية. في أعوام 540 قام كورش بالإطاحة بالحكم البابلي أخر حكم وطني في بلاد الرافدين و قام بتأسيس الإمبراطورية الفارسية مكانها. استمرت الإمبراطورية الفارسية في النمو و التوسع إلى أن أصبحت أعظم إمبراطورية عرفها العالم في ذلك الوقت، وقد تمكن الفرس الأخمينيون من احتلال أراضي كثيرة من بخترية و ميديا[ ؟ ] و بابل ومصر وليديا ووصلوا حتى حدود اليونان.
في هذا القرن يقوم بانيني بصياغة أولى قواعد اللغة السنسكريتية، وألتي تعتبر أقدم قواعد مصاغة لكل اللغات.
العصر الحديدي في أوروبا، القبائل السلتية تستمر في الانتشار، والصين تدخل فترة الربيع والخريف.
الفلسفة اليونانية تبدأ في الانتشار في البحر الأبيض المتوسط. انتشار ثقافة هلستات في شرق ووسط أوروبا، انتهاء العصر البرونزي النوردي في شمال أوروبا.
في الصين في فترة الربيع والخريف، تبدأ الفلسفة الصينية في الظهور وازدهار الكونفوشية والقانونية والموهية ولاوتزه يؤسس الطاوية.
في الشرق الأوسط أثناء ظهور الإمبراطورية الفارسية، زردشت يؤسس الديانة الزرادشتية، وظهور الفلسفة المثنوية، وهو نفس العصر الذي قام اليهود المسبيون في بابل بكتابة التوراة.
في الهند القديمة بوذا يؤسس البوذية وماهافيرا يؤسس الديانة الجاينية.
سقوط حضارة الأولمك في أمريكا[ ؟ ].

## الأحداث
- 598 ق م يهويا كين يستلم حكم مملكة يهوذا من يهوياقيم.
- 597 ق م قيام السبي البابلي الأول لليهود في أورشليم بعد عصيان ملك يهوذا يهويا كين دفع الجزية لبابل، ونبوخذ نصر الثاني يضع صدقيا ملك ليهوذا بدلاً من يهوياكين.
- 595 ق م بسماتيك الثاني يخلف نخاو الثاني حاكماً لمصر.
- 590 ق م القوات المصرية تحتل مملكة كوش في السودان حالياً.
- 588 ق م قوات نبوخذ نصر الثاني تبدأ حصارها ضد مدينة أورشليم بعد عصيانها الثاني ضد بابل وتحالفها مع مصر.
- 587 ق م مدينة أورشليم تسقط بيد البابليين وانتهاء حكم سلالة داؤد في مملكة يهوذا والبابليين يسبون معظم سكان يهوذا خلال السبي البابلي الثاني.
- 585 ق م ألياتس الثاني ملك ليديا يبدأ بمحاربة سياخريس ملك ميديا[ ؟ ].
- 584 ق م أستياجيس يخلف سياخريس كملك لميديا[ ؟ ].
- 583 ق م البابليون يبدئون بشن حصار ضد مدينة صور الكنعانية.
- 580 ق م قمبيزيس الأول يخلف كورش الأول ملك أنشان في بلاد فارس.
- 579 ق م سيرفيوس توليوس يستلم حكم المملكة الرومانية خلفاً لتاركوينيوس بريسكوس.
- 570 ق م أحمس الثاني يستلم حكم مصر.
- 570 ق م ولادة فيثاغورس الساموسي.
- 570 ق م انتهاء الحصار البابلي ضد مدينة صور بانتصار جزئي للبابليين، ويعتبر هذا الحصار أطول حصار على مدينة في التاريخ حيث دام 13 سنة.
- 568 ق م ارامتل كو يخلف شقيقه أسبالتا ملكاً لكوش.
- 562 ق م أميل مردوخ يستلم حكم بابل خلفاً لأبيه نبوخذ نصر الثاني.
- 560 ق م نرغل شراصر يستلم حكم بابل خلفاً لأميل مردوخ
- 560 ق م كرويسوس يتسلم حكم مملكة ليديا.
- عقد 550 ق م قرطاج تتمكن من احتلال جزر صقلية وسردينيا وكورسيكا.
- 559 ق م كورش الكبير يستلم حكم فارس بدلاً من والده قمبيزيس الأول
- 556 ق م لبشي مردوخ يستلم حكم بابل خلفاً لنرغل شراصر.
- 556 ق م نبو نيد يستلم حكم بابل خلفاً لبشي مردوخ.
- 550 ق م كورش الكبير يهزم أستياجيس ويضم ميديا[ ؟ ] للالإمبراطورية الفارسية الأخمينية.
- 550 ق م بداية عصر فخار ممن في شبه جزيرة كوريا.
- 550 ق م التراقيون يقومون بتدمير مدينة أبديرة.
- 547 ق م كورش الكبير يتمكن من هزيمة كرويسوس ملك ليديا قرب قزليزماق.
- 546 ق م كورش الكبير يضم ليديا لإمبراطوريته ويجعل من باسارغاد في إيران عاصمة لإمبراطوريته.
- 540 ق م اليونانيون يدشنون مدينة ثيسبروتيا في جنوب إيطاليا.
- 540 ق م الفُرس يحتلون ليقيا في جنوب تركيا حالياً.
- 539 ق م كورش الكبير يتمكن من الإستيلاء على بابل ويطيح بحكم نبو نيد.
- 538 ق م اليهود يبدئون رحلة العودة إلى أورشليم ويبدئون بإعادة بناء هيكل سليمان.
- 534 ق م تاركوينيوس سوبربوس يستلم حكم المملكة الرومانية.
- 530 ق م قمبيز الثاني يخلف كورش الكبير كحاكم للالإمبراطورية الفارسية الأخمينية.
- 528 ق م بوذا يبدأ بتأسيس الديانة البوذية.
- 526 ق م بسماتيك الثالث يستلم حكم مصر خلفاً لأحمس الثاني.
- 525 ق م قمبيز الثاني يتمكن من احتلال مصر ويطيح بحكم بسماتيك الثالث ويؤسس السلالة السابعة والعشرين.
- 522 ق م بارديا يستلم حكم فارس بدلاً من قمبيز الثاني
- 522 ق م بابل تثور على الحكم الفارسي بقيادة نبوخذ نصر الثالث ابن نبو نيد والثورة يتم قمعها.
- 521 ق م داريوس الاول يستلم حكم فارس بدلاً من بارديا.
- 521 ق م بابل تثور مرة أخرى ضد فارس وهذه المرة بقيادة نبوخذ نصر الرابع والثورة يتم قمعها.
- 520 ق م كليومينس الأول يستلم حكم إسبرطة.
- 515 ق م اليهود يكملون إعادة بناء هيكلهم الذي دمره البابليين.
- 513 ق م داريوس الاول يضم شرق داقية وتراقية إلى إمبراطوريته في حربه ضد السكيثيين.
- 510 ق م هيبياس الأثيني يثور ضد حكم إسبرطة وبدأ الحروب بين أثينا وإسبرطة.
- 510 ق م انتهاء حكم المملكة الرومانية وتأسيس الجمهورية الرومانية.
- 510 ق م ديماراتوس يستلم حكم إسبرطة خلفاً لأريستون.
- 509 ق م الرومان[ ؟ ] يبنون معبد للإله جوبيتر في هضبة كابيتولين.
- 508 ق م الرومان ينشئون بونتيفيكس ماكسيموس.
- 507 ق م الفيلسوف اليوناني كلايسثينيس يضع أول تعريف للديكتاتورية والديمقراطية.
- 505 ق م انتخاب أول قنصل لروما.
- 502 ق م مصر تسجل حالة كسوف شمسي.
- 502 ق م الحلف اللاتيني يبدأ حربه ضد الإتروسكان في شبه الجزيرة الإيطالية.
- 502 ق م بداية الثورة الإيونية ضد حكم فارس من ناكسوس.
- 501 ق م كلايسثينيس يؤسس الديمقراطية في أثينا.
- 501 ق م القرطاجيون يبنون مدينة قادش[ ؟ ] في جنوب إسبانيا حالياً.
- 500 ق م داريوس الاول يعلن بأن اللغة الآرامية هي اللغة الرسمية في النصف الغربي من الإمبراطورية الفارسية.
- 500 ق م بداية نهاية العصر البرونزي الشمالي حسب المؤرخ وعالم الآثار السويدي أوسكار مونتيليوس وبدأ العصر الروماني الحديدي البدائي.
- 500 ق م تأسيس جمهورية في منطقة بيهار في شمال الهند.

## شخصيات مهمة من القرن 6 ق م
- ماهافيرا مؤسس الديانة الجاينية.
- نبوخذ نصر الثاني ملك بابل.
- أنكسيمانس فيلسوف يوناني.
- فيثاغورس فيلسوف ورياضياتي يوناني من ساموس مكتشف نظرية المثلثات.
- إرميا نبي يهودي.
- حزقيال نبي يهودي.
- نبو نيد آخر ملك لبابل.
- بلشاصر أمير بابلي.
- دانيال نبي يهودي.
- كورش الكبير مؤسس الإمبراطورية الأخمينية.
- عزرا قائد يهودي.
- نحميا قائد يهودي.
- بوذا مؤسس الديانة البوذية.
- سولون سياسي يوناني.
- قمبيز الثاني ملك فارس.
- زرادشت نبي في الديانة الزرادشتية.
- كونفوشيوس فيلسوف صيني ومؤسس الكونفوشيوسية.
- طاليس رياضياتي وفلكي يوناني.
- كرويسوس ملك ليديا.
- داريوس الاول ملك فارس.
- سون وو جنرال صيني مختص في فن الحروب.
- أمينتاس الأول المقدوني ملك مقدونيا.
- هرقليطس فيلسوف يوناني.
- صافو شاعرة يونانية.
- إسخيلوس كاتب تراجيدي يوناني.
- لاوتزه مؤسس الطاوية.
- بسماتيك الثالث آخر فرعون مصري من السلالة 26.
- بندار فيلسوف يوناني.
- بانيني لغوي هندي.